# Дубовский (Урюпинский район)
Дубовский — хутор в Урюпинском районе Волгоградской области России, административный центр Дубовского сельского поселения.
Население — 942 (2010) человека.

## История
Дата основания не установлена. Хутор относился к юрту станицы Провоторовской Хопёрского округа Области Войска Донского (до 1870 года — Земля Войска Донского). В 1859 году на хуторе Дубов станицы Провоторовской имелось 44 двора, проживало 162 души мужского и 176 душ женского пола. Согласно переписи населения 1897 года на хуторе Дубов проживало 389 мужчин и 397 женщин. Большая часть населения была неграмотной: на хуторе проживало 110 грамотных мужчин и 9 грамотных женщин.
Согласно алфавитному списку населённых мест Области Войска Донского 1915 года на хуторе имелось хуторское правление, школа грамотности, паровая мельница, проживало 545 мужчин и 519 женщин.
В 1921 году хутор был включён в состав Царицынской губернии. С 1928 года — в составе Нехаевского района Хопёрского округа (упразднён в 1930 году) Нижне-Волжского края (с 1934 года — Сталинградского края). В 1935 году Дубовский сельсовет передан в состав Урюпинского района Сталинградского края (с 1936 года Сталинградской области), с 1961 года — Волгоградской области).

## География
Хутор находится в луговой степи, в пределах Хопёрско-Бузулукской равнины, являющейся южным окончанием Окско-Донской низменности в 200 км к югу от среднего значения климато- и ветроразделяющей оси Воейкова, оказывающей влияние на климат этих мест, примерно в 6 км от левого берега реки Хопёр, при балке Красная. Центр хутора расположен на высоте около 75 метров над уровнем моря. Близ хутора имеются островки пойменного леса. Почвы — чернозёмы обыкновенные. Почвообразующие породы — пески.
Через хутор проходит автодорога, связывающая город Урюпинск и хутор Захопёрский (далее с выездом на станицу Нехаевскую). По автомобильным дорогам расстояние до районного центра города Урюпинска составляет 32 км, до областного центра города Волгоград — 370 км. Ближайшие населённые пункты: хутор Провоторовский (бывшая станица Провоторовская) расположен в 4,5 км к юго-западу, хутор Головский — в 4,7 км к северу.
Часовой пояс
Дубовский, как и вся Волгоградская область, находится в часовой зоне МСК (московское время). Смещение применяемого времени относительно UTC составляет +3:00.

## Население
Динамика численности населения по годам:
| 1859 | 1873 | 1897 | 1915 | 1989  | 2002 |
| ---- | ---- | ---- | ---- | ----- | ---- |
| 338  | 558  | 786  | 1074 | ≈1000 | 1018 |

| 2010 |
| ---- |
| 942  |